# Stroncone
Stroncone ist eine Gemeinde mit 4604 Einwohnern (Stand 31. Dezember 2023) in der Provinz Terni in der Region Umbrien in Italien. Sie ist Mitglied der Vereinigung I borghi più belli d’Italia (Die schönsten Orte Italiens).

## Geografie

Lage der Gemeinde Stroncone in der Provinz Terni

Die Gemeinde erstreckt sich über rund 71 km². Sie liegt etwa 70 km südöstlich der Regionalhauptstadt Perugia und rund 8 km südlich der Provinzhauptstadt Terni an der Grenze zum Latium und den Sabiner Bergen. Stroncone liegt in der klimatischen Einordnung italienischer Gemeinden in der Zone E, 2186 GR/G. Der Ort besitzt noch heute die drei mittelalterlichen Stadttore, durch die der Ort betreten wird: Die Porta Principale (Haupttor) nahe der Kirche San Giovanni Decollato, die Porta Capraia (auch di Sopra, oberes Tor, genannt) und das untere Tor Porta di Sotto (auch Porta Nova, neues Tor, genannt), welches nach Terni führt.
Zu den Ortsteilen gehören Aguzzo (376 m, ca. 130 Einwohner), Colle (321 m, ca. 370 Einwohner), Coppe (411 m, ca. 50 Einwohner), Finocchieto (459 m, ca. 230 Einwohner), Vasciano (440 m, ca. 30 Einwohner) und Vascigliano (201 m, ca. 100 Einwohner).
Die Nachbargemeinden sind Calvi dell’Umbria, Configni (RI), Cottanello (RI), Greccio (RI), Narni, Otricoli, Rieti (RI) und Terni.

## Geschichte
Obwohl wahrscheinlich älteren Ursprungs wird der Ort erstmals 1012 im Regesto Farfense des Giovanni di Pietro dokumentiert. Der Name entstammt dem Grafen von Spoleto, Ugone († um 1036–1048), aus dem zunächst Castrum Hugoni, dann Castrugone, Strungone und letztlich Stroncone wurde. Weitere Dokumente aus dem gleichen Jahrhundert attestieren dem Ort zu dieser Zeit bereits den Besitz einer Burg (Castello), einer Stadtmauer und eine politische Nähe zu Narni. Papst Innozenz III. erteilte dem Ort 1215 die kommunale Autonomie, was zu engen Verbindungen zu den Guelfen führte. Am Ende des 14. Jahrhunderts gelangte die Gemeinde zusammen mit Narni in den direkten Einflussbereich des Kirchenstaates. Wirtschaftlich entwickelte sich Stroncone weiter mit der Gründung des Monte di Pietà (1466) und dem Monte Frumentario (Weizenkonsortium, 1489). Bis auf die Besetzung durch die Truppen von Napoleon blieb der Ort bis 1860 beim Kirchenstaat, um dann mit Umbrien im Zuge des Risorgimento Teil Italiens zu werden. 1929 wurde der Ort in die neugegründete Provinz Terni eingeteilt.

## Sehenswürdigkeiten

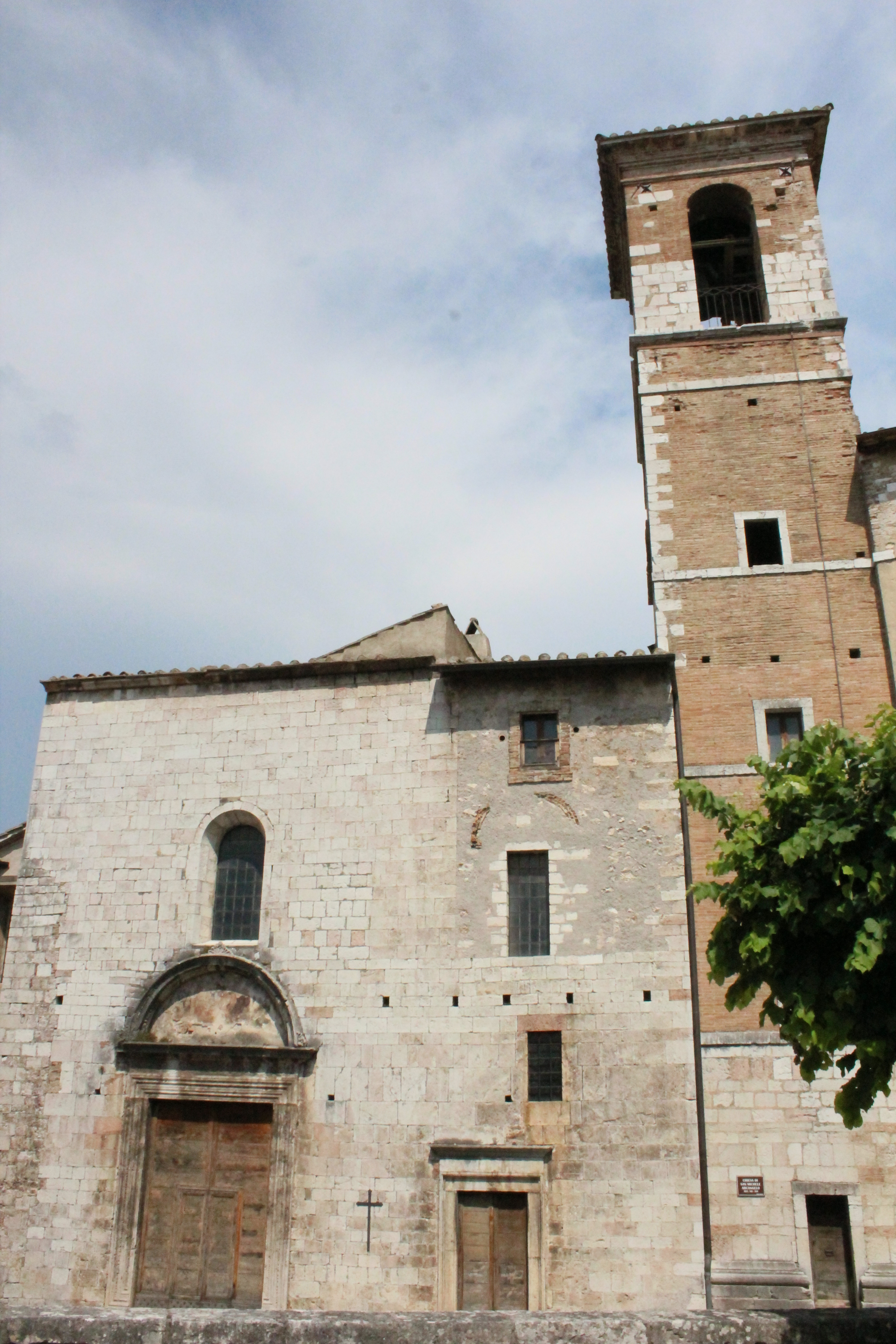
Die Kirche San Michele Arcangelo

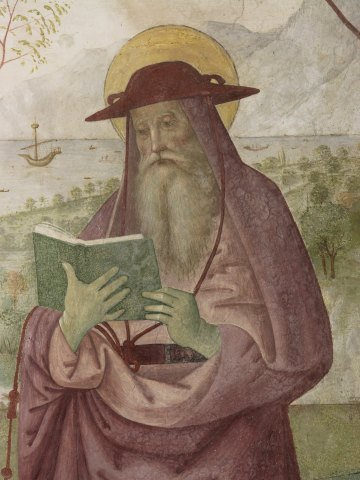
Darstellung des Hieronymus von Tiberio d’Assisi im Convento di San Francesco

- Abbazia di San Benedetto in Fundis, um 1203 entstandene Abtei.
- Chiesa di San Michele Arcangelo, bereits 1012 erwähnte Kirche im Ortskern. Die Kirche enthält mehrere Werke der Brüder Cristoforo und Gregorio Grimani (um 1602 bis 1616). In der Cappella della Madonna del Rosario befindet sich das Werk Madonna del Rosario von Bartolomeo Barbiani da Montepulciano aus dem Jahr 1628.[5]
- Chiesa di San Nicolò, bereits 1181 erwähnte Kirche im Ortskern, enthält Werke von Rinaldo di Calvi.
- Convento di San Francesco, Kloster, welches erstmals am 5. Juni 1291 in den Dokumenten des Papstes Nikolaus IV. erwähnt wird. Enthält Werke und Fresken des Tiberio d’Assisi (Tiberio Ranieri di Diotallevi, ca. 1470–1524)[6] aus dem Jahr 1509.[7]
- Fontana delle Tre Tazze, Brunnen an der Piazza della Libertà, 1559 errichtet.
- Monastero di San Simeone, um 1012 erwähntes Monasterium.
- Oratorio di San Giovanni Decollato, Oratorium und Kirche am Eingang des antiken Castello di Stroncone, enthält Werke der Brüder Cristoforo und Gregorio Grimani.
- Oratorio di San Lorenzo, Oratorium aus dem 11. Jahrhundert.
- Palazzo Comunale, auch Palazzo dei Priori, Rathaus aus dem 13. Jahrhundert.
- Pozzo bzw. Cisterna di Piazza, 1395 erstmals erwähnter Brunnen bzw. Zisterne.
- Museo di storia naturale, Museum.
- Santa Lucia Stroncone-Observatorium, astronomisches Observatorium.
- Chiesa di San Pietro Apostolo, Kirche aus dem 12. Jahrhundert im Ortsteil Aguzzo. Enthält das Werk Madonna del Rosario aus dem Jahr 1587.
- Chiesa della Madonna della Neve, auch Cripta di Coppe genannt, Kirche im Ortsteil Coppe, enthält das Fresko Madonna in trono col Bambino e i Santi Giovanni Battista e Biagio.
- Chiesa di San Vincenzo martire, Kirche aus dem 13. Jahrhundert im Ortsteil Finocchieto.
- Chiesa della Madonna del Carmine, Kirche kurz außerhalb des Ortskerns von Finocchieto. Entstand 1649.
- Oratorio della Vergine, Oratorium kurz außerhalb des Ortskerns von Finocchieto. Entstand 1530.
- Chiesa di San Biagio, Kirche im Ortsteil Vasciano aus dem 12. Jahrhundert.

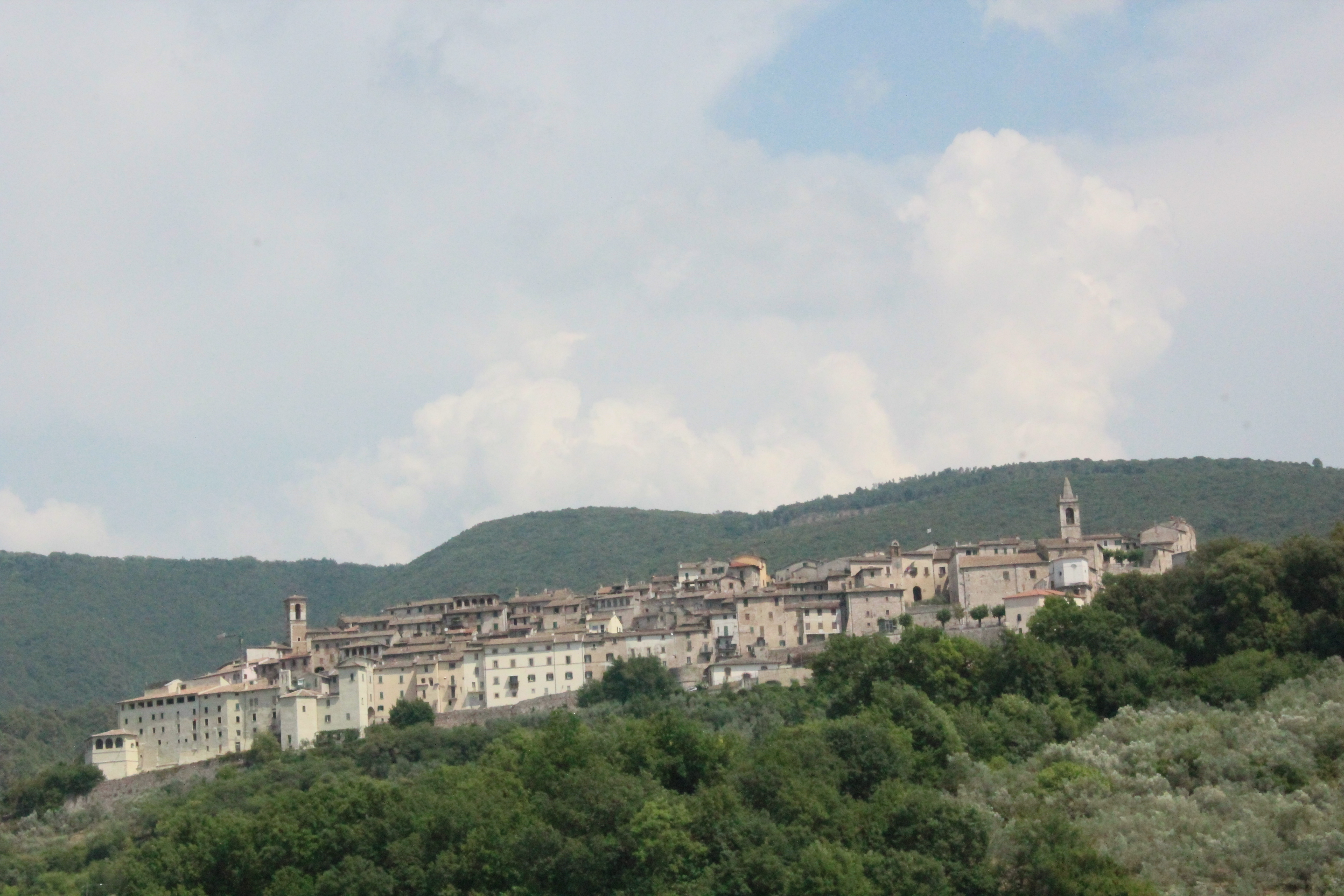
Panorama von Stroncone
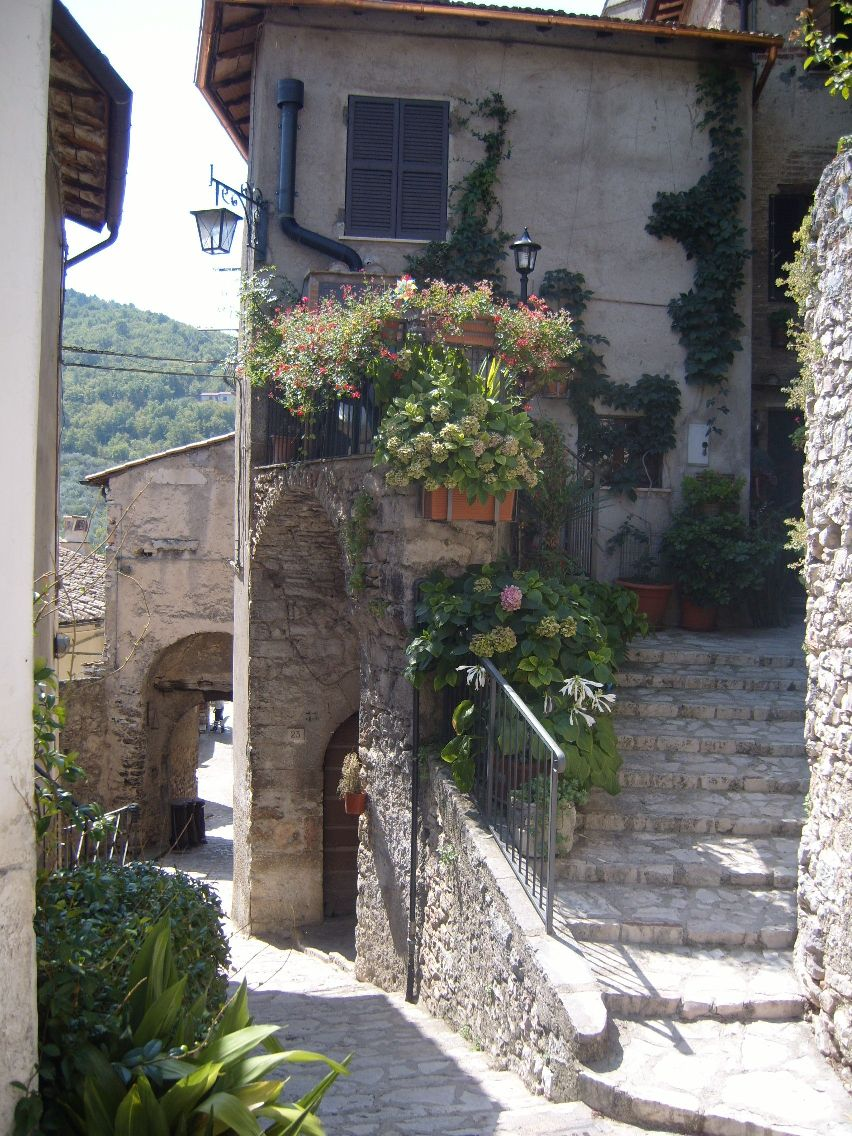
In der Altstadt
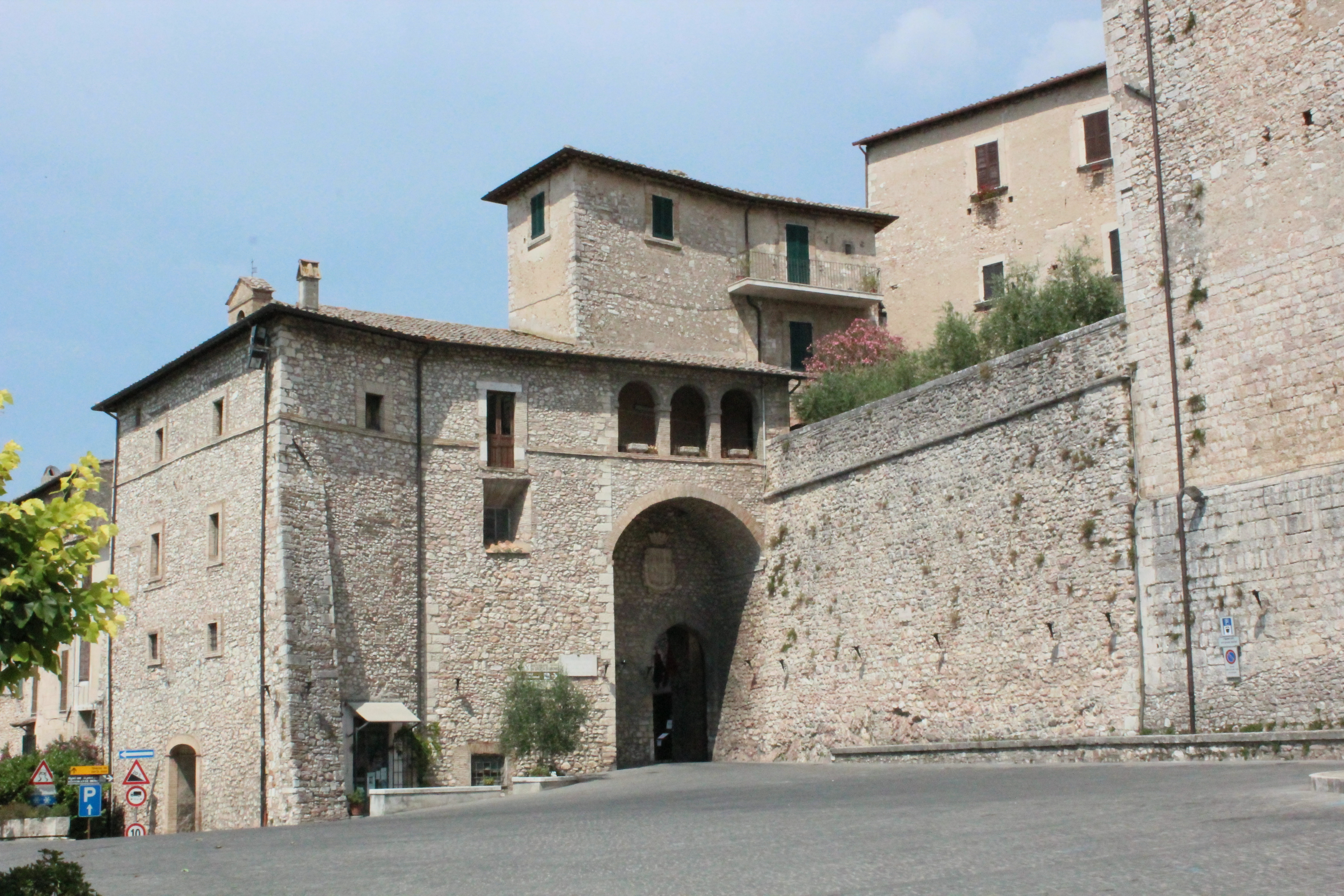
Porta Principale
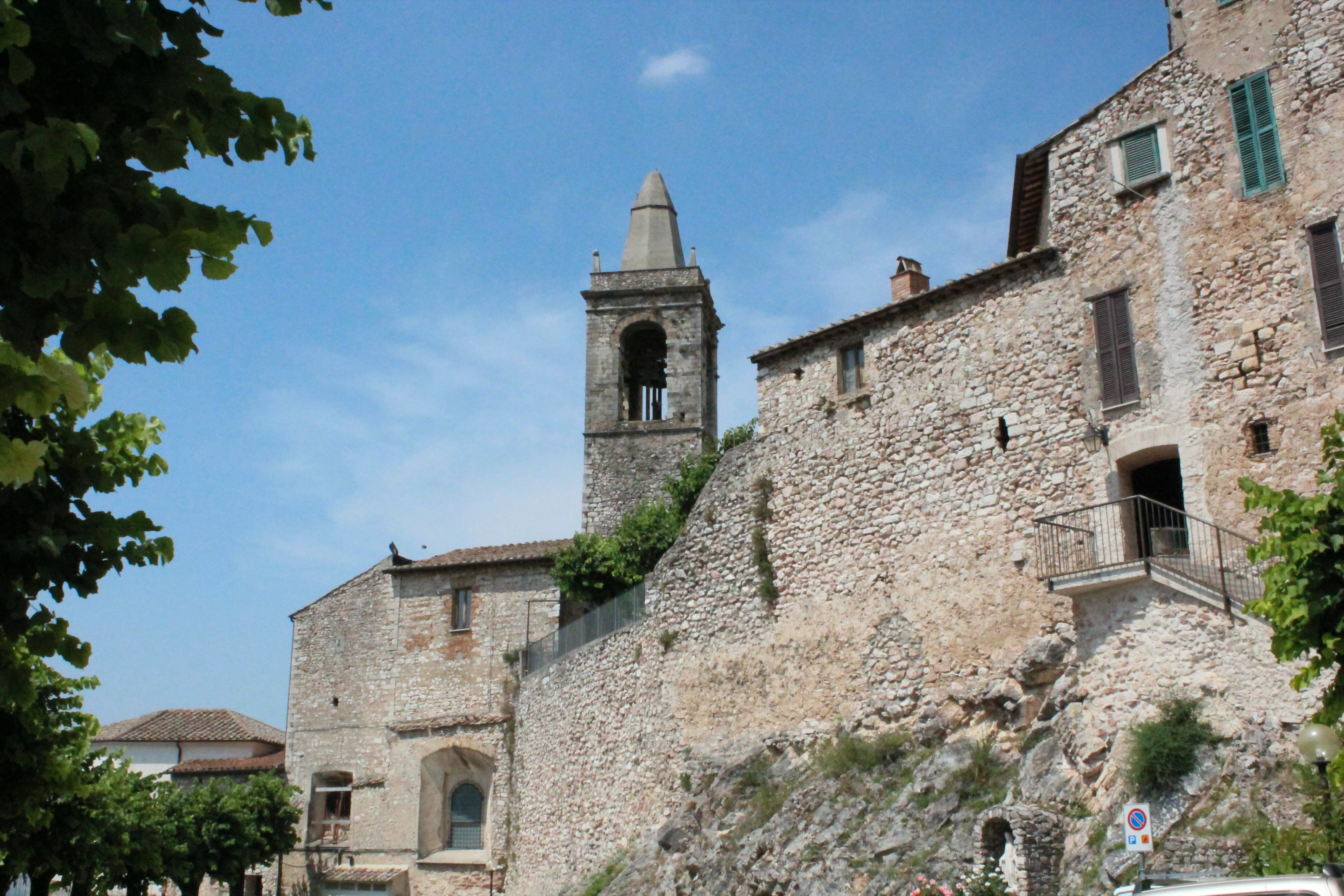
In der Altstadt
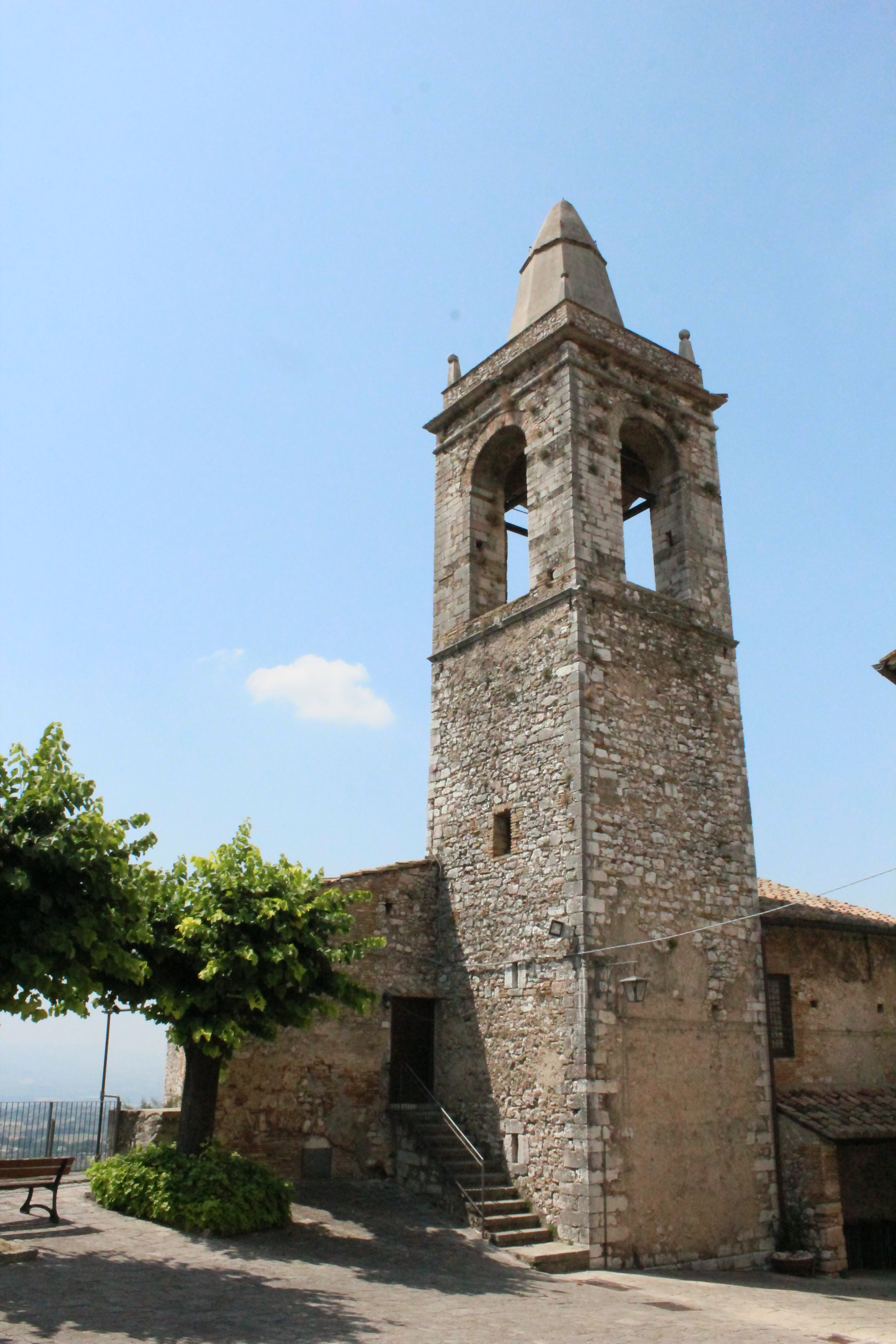
Der Glockenturm von San Nicolò
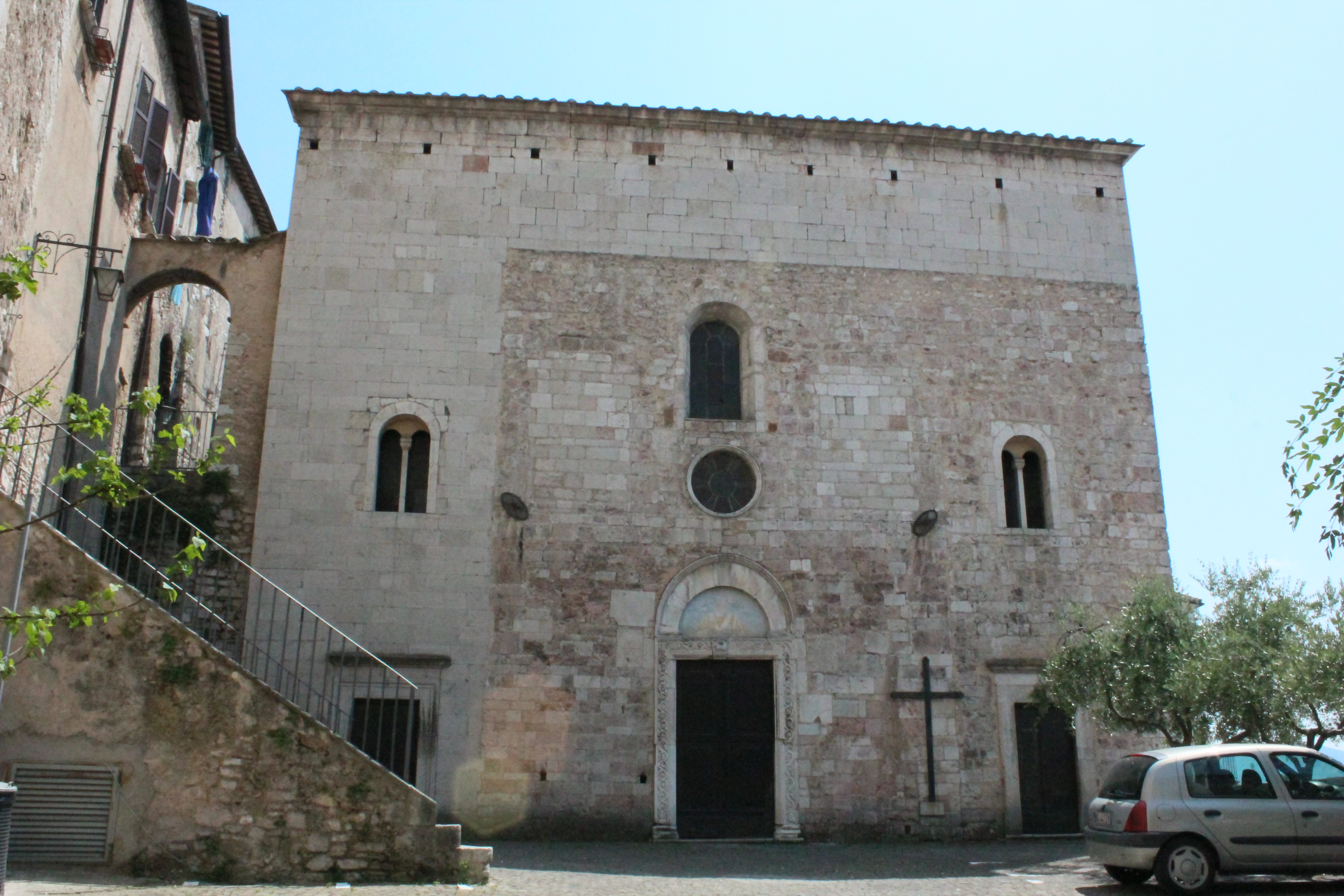
Die Kirche San Nicola (San Nicolò)

## Verkehr
- Früher lag der Ort an der Eisenbahnlinie Terni-Sulmona.
- Heute ist der Ort mit einer Buslinie an Terni angebunden.

## Söhne und Töchter der Gemeinde
- Paolo Santonino († 1507), Jurist des 15. Jahrhunderts
- Asprilio Pacelli (um 1570–1623), Kapellmeister und Komponist (wurde im Ortsteil Vasciano geboren)